# Meigs
DMeigs es una ciudad ubicada en el condado de Thomas en el estado estadounidense de Georgia. En el año 2000 tenía una población de 1.090 habitantes.

## Geografía
Meigs se encuentra ubicada en las coordenadas 31°4′22″N 84°5′28″O / 31.07278, -84.09111 (31.072664, -84.090988).
Según la Oficina del Censo, la localidad tiene un área total de 4,2 km² (1,6 mi²), de la cual 4,1 km² (1,6 mi²) es tierra y 0,1 km² (0 mi²) (1.25%) es agua.

## Demografía
Según la Oficina del Censo en 2000 los ingresos medios por hogar en la localidad eran de $16,993, y los ingresos medios por familia eran $20,046. Los hombres tenían unos ingresos medios de $18,594 frente a los $16,667 para las mujeres. La renta per cápita para la localidad era de $8,104. 